# スティーブンス・ジョンソン症候群

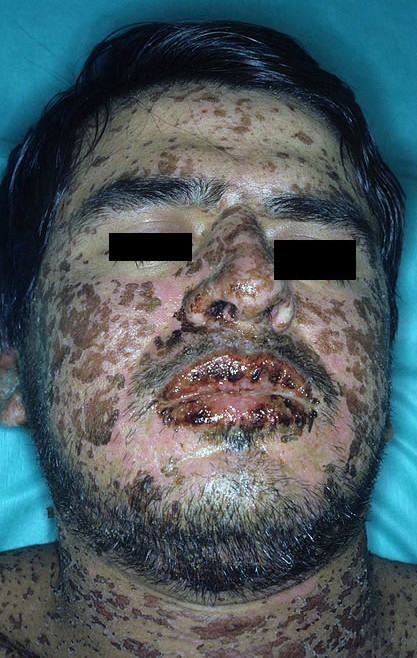
スティーブンス・ジョンソン症候群患者（皮膚・粘膜の壊死あり）

スティーブンス・ジョンソン症候群（スティーブンス・ジョンソンしょうこうぐん、Stevens-Johnson syndrome、SJS）は皮膚や粘膜の過敏症であり、多型紅斑との鑑別を要する。皮膚粘膜眼症候群（ひふねんまくがんしょうこうぐん）ともいう。経過中にヒトヘルペスウイルス6(HHV-6)やサイトメガロウイルスが再活性化する事もある。致死率は患部が体表の10%未満の場合なら5%。
SJSと中毒性表皮壊死症（TEN）は同一の疾患カテゴリーにあり、皮膚病変が体表面積の10％未満ならSJS、30％を超えればTENであると定義される。
アメリカの2人の小児科医師、アルバート・メイソン・スティーブンスとフランク・チャンブリス・ジョンソンが存在を確認、1922年にAmerican Journal of Diseases of Childrenに共同で発表した論文により知られるようになった。症例名は二人の名に由来する。

## 原因
原因はラモトリギン、ゾニサミド、カルバマゼピン、フェノバルビタール等の抗てんかん薬やアロプリノール等の一部の薬剤の副作用、ウイルス、マイコプラズマの感染、トリクロロエチレンなどの化学物質、悪性腫瘍、または原因不明な場合がある。
初期症状より風邪と自己判断した患者が総合感冒薬等を服用、または医療機関で処方された抗生物質等を服用した後に重症化することで、ペニシリン系・セフェム系の抗生物質や非ステロイド性抗炎症薬等、多くの医薬品が被疑薬とされている。

## 症状

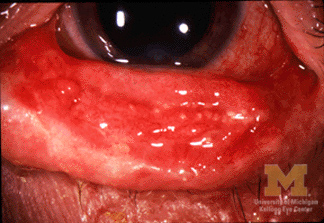
目の症状例

初期症状は38℃程度の発熱、咽頭痛などで、風邪症候群に似る。進行すると紅斑、水疱、びらんが皮膚や粘膜の大部分の部位に広く現われることに加え、高熱や悪心を伴う。また、皮膚や粘膜だけではなく結膜充血、目やに、まぶたの腫れ等の症状が現れ、重篤な例では失明することもあり、治癒後も目に後遺症が残る可能性がある。重篤化すると中毒性表皮壊死症に至ることもある。
主要3徴候
1. 発熱（38℃以上）
2. 粘膜症状（結膜充血、口唇びらん、咽頭痛、陰部びらん、排尿排便時痛）
3. 多発する紅斑（進行すると水疱・びらんを形成）を伴う皮疹

合併症
- 呼吸器：肺炎、びまん性汎細気管支炎、間質性肺炎など
- 消化器：下痢、血便（下血）、小腸潰瘍、大腸穿孔、腸重積など
- 肝不全
- 腎不全
- 敗血症
- 播種性血管内凝固症候群

## 診断と検査
症状・徴候のみではSJSと多形紅斑（EM Major）との鑑別は難しいが、皮膚生検すると、表皮細胞が壊死・融解しており、多形紅斑との鑑別が可能である。
同時に、肝・腎機能検査を含む血液検査、呼吸機能検査を行う。さらに、単純ヘルペスやマイコプラズマ抗体価の測定を行う。

### 発症までの期間
2週間から1ヶ月程度

## 治療
1. ステロイド全身投与
2. 高用量ヒト免疫グロブリン静注(IVIG)療法
3. 血漿交換療法
4. 眼表面の炎症抑制
5. 肝障害の改善